# Asesinato de Lil' Miss
El asesinato de Lil'Miss es el nombre que recibió el caso de asesinato de Lisa Marie Kimmell (Covington, Tennessee; 18 de julio de 1969 - Casper, Wyoming; c. 2 de abril de 1988), una joven que desapareció mientras viajaba desde Denver (Colorado), a la casa de su familia en Billings (Montana). Su caso recibió su nombre debido a su vehículo, un Honda CR-X, que tenía la distintiva placa personalizada que decía "LIL MISS", un hecho ampliamente publicitado en los esfuerzos por recuperarla.
Kimmell permaneció desaparecida durante ocho días antes de que su cuerpo fuera descubierto flotando en el río Platte del Norte cerca de Casper (Wyoming). La evidencia de un puente cercano reveló que había sido apaleada y apuñalada hasta la muerte allí, antes de ser arrojada al agua. El asesinato de Kimmell siguió siendo un caso sin resolver durante 14 años, hasta que el perfil de ADN vinculó a Dale Wayne Eaton con su secuestro, violación y asesinato. En 2002, el vehículo perdido de Kimmell fue recuperado de la propiedad de Eaton, donde lo había enterrado después de su secuestro y asesinato. Eaton fue declarado culpable de asesinato en primer grado y condenado a muerte en 2004.
En el momento de su desaparición, el caso de Kimmell se describió a nivel nacional en la serie Misterios sin resolver, y su asesinato ha sido objeto de varios segmentos de documentales sobre crímenes reales. En 2009 se publicó un libro, Rivers of Blood, que detallaba su desaparición y asesinato.

## Trasfondo
Lisa Marie Kimmell nació el 18 de julio de 1969 en Covington, ciudad en el condado de Tipton, en Tennessee, siendo la mayor de tres hijas de Sheila y Ronald Kimmell. Se crio en Billings (Montana). Después de graduarse en el Billings Senior High School en 1987, Kimmell trabajó administrando un restaurante Arby's en Aurora (Colorado), cerca de Denver. La madre de Kimmell, Sheila, era gerente regional de la cadena de restaurantes, y los dos viajaban entre Billings y Denver, una distancia de aproximadamente 555 millas (893 km), semanalmente. Durante la semana, Lisa y su madre residían en un complejo de apartamentos en Denver, cada una en su propio apartamento separado, y regresaban regularmente a Billings, donde residían Ronald y los otros niños de Kimmell.

## Desaparición
El 25 de marzo de 1988, Kimmell partió de Denver hacia el norte, a la casa de sus padres en Billings. Su madre, Sheila, había salido de la misma ciudad pero cogiendo un vuelo a Billings el día anterior, ya que estaba programada para ir a esquiar.
De camino, Kimmell planeaba detenerse en Cody (Wyoming) en el camino para recoger a su novio, Ed. Los registros de la Patrulla de Caminos de Wyoming mostraron que fue detenida por exceso de velocidad en la ciudad de Douglas a las 21:06 horas. Mientras intentaba pagar su multa, el oficial siguió a Kimmell hasta un cajero automático, pero encontró que la máquina era incompatible con su tarjeta de débito. El oficial acordó permitir que Kimmel enviara un cheque al departamento de policía para pagar la multa una vez que regresara a Billings. Este fue el último avistamiento confirmado de Kimmell, aunque hubo un avistamiento no confirmado de ella dentro de una tienda de comestibles Casper aproximadamente a las 22 horas esa misma noche.
Los miembros de la familia reportaron la desaparición de Kimmell al día siguiente, 26 de marzo, cuando su novio, Ed, llamó a su casa en Billings y les notificó que Lisa nunca había llegado a recogerlo a su casa en Cody.

## Descubrimiento del cuerpo
Ocho días después de su desaparición, el 2 de abril, un pescador local encontró el cuerpo de Kimmell flotando en el río Platte del Norte cerca de Casper (Wyoming). Una autopsia determinó que había sido atada, golpeada y violada durante al menos seis días. La evidencia mostró que luego la llevaron al Puente del Antiguo Gobierno, donde fue golpeada en la cabeza con un objeto contundente, apuñalada seis veces en el pecho y el abdomen, antes de ser arrojada al río. La autopsia mostró que la herida en la cabeza la habría matado en cuestión de minutos, incluso si no la hubieran apuñalado.
El caso de Kimmell se perfiló en el programa de televisión Misterios sin resolver, con la intención de conseguir testigos que pudieran haber visto su Honda CR-X del año 1988, que tenía una placa del estado de Montana, personalizada con la serie "LIL MISS". Los investigadores sabían que recuperar el automóvil era extremadamente importante, ya que sería un vínculo directo con el asesino.

## Desarrollo del caso
En el verano de 2002, los investigadores que investigaban casos sin resolver encontraron el kit de violación de Kimmell y se desarrolló un perfil de ADN a partir de la evidencia fundamental. La base de datos de CoDIS comparó el ADN con el de Dale Wayne Eaton, de 57 años, de Moneta (Wyoming), que en ese momento cumplía condena en la prisión federal de Englewood en Littleton (Colorado), por un cargo de armas no relacionado. El perfil de ADN de Eaton se colocó en la base de datos de CoDIS en 1997 después de ser arrestado por un cargo separado: se había detenido para ofrecer ayuda a la familia Breeden, cuyo automóvil se había descompuesto, pero luego secuestró a la familia a punta de pistola. Después de su arresto por este secuestro, Eaton escapó, pero luego fue recapturado en el bosque nacional Shoshone. En ese momento poseía un arma, elevando su crimen a nivel federal. Luego fue encarcelado en una prisión federal, donde fue obligado a presentar una muestra de ADN.
Los vecinos de Eaton informaron a los investigadores que lo habían visto cavando un gran hoyo en su propiedad en Moneta, aproximadamente a 121 km de Casper. El sitio fue excavado en el verano de 2002, y el Honda CR-X de Kimmell fue desenterrado, todavía con su distintiva placa "LIL MISS". Eaton fue acusado posteriormente de ocho delitos relacionados con el caso Kimmell, que incluyen asesinato premeditado en primer grado, secuestro agravado, robo agravado, agresión sexual en primer grado y agresión sexual en segundo grado.
Un compañero de prisión, Joseph Francis Dax, testificó que Eaton le confesó lo siguiente: Kimmell se ofreció a llevar a Eaton y Eaton aceptó. Hizo insinuaciones sexuales durante el viaje que Kimmel no apreció, así que ella se detuvo para dejarlo salir del auto. La situación luego escaló a secuestro, violación y asesinato.
Eaton fue declarado culpable de todos los cargos y condenado a muerte el 20 de marzo de 2004. Apeló esta condena y perdió. Programado para ser ejecutado en febrero de 2010, solicitó y recibió una suspensión de la ejecución en diciembre de 2009. Fue revocada en 2014. El estado nuevamente solicita la pena de muerte. A partir de 2019, está a la espera de una nueva audiencia de sentencia en el corredor de la muerte. Eaton es actualmente el único preso en el corredor de la muerte de Wyoming.

## Demanda civil
La propiedad de Eaton fue otorgada a la familia Kimmell después de una demanda por homicidio culposo, y los edificios fueron quemados hasta los cimientos el 18 de julio de 2005, en lo que habría sido el cumpleaños número 36 de Lisa Kimmell.

## Casos potenciales relacionados
Las fuerzas del orden sospecharon que el asesinato de Kimmell pudo haber sido parte de un patrón de asesinatos en serie, conocidos como los asesinatos de Great Basin, que tuvieron lugar entre 1983 y 1996 en Wyoming. La mayoría de las víctimas eran mujeres jóvenes que inicialmente desaparecieron, para luego ser encontradas asesinadas. Debido a que el cuerpo de Kimmell estaba ubicado en un lugar de pesca popular (creando un espectáculo público) y que su auto fue enterrado en su propiedad (guardado como un trofeo), se cree que Eaton exhibió algunos de los signos reveladores de ser un asesino en serie.
Amy Wroe Bechtel, una mujer que desapareció en 1997 de Lander (Wyoming), es considerada por las fuerzas del orden como una de las víctimas potenciales del asesino de Great Basin. Bechtel desapareció mientras salía a correr fuera de Lander. Cuando su esposo regresó a casa a las 16:30 horas, ella no estaba en casa. La camioneta Toyota blanca de Bechtel fue encontrada estacionada en un camino de tierra en el bosque de Shoshone. No se ha encontrado ningún rastro de Bechtel, pero la investigación posterior colocó a Eaton en el negocio en el área alrededor del momento de la desaparición.